# Histioteuthidae
Histioteuthidae Verrill, 1881 è una famiglia di molluschi cefalopodi dell'ordine Oegopsida.

## Descrizione
Le specie classificate dalla famiglia Histioteuthidae sono per lo più calamari dalla muscolatura debole, testa larga e mantello breve, di forma conica, terminante posteriormente con una punta ottusa. Le pinne sono poste all'estremità del mantello, sono di forma ovale, medio grandi rispetto alle dimensioni del mantello e unite posteriormente formando un'intaccatura. Le braccia sono quasi sempre lunghe, fino a due/tre volte la lunghezza del mantello con ventose biseriate. Le braccia sono unite da una membrana che può avere estensione variabile tra le specie. I tentacoli sono lunghi e la clava tentacolare è ben distinta e dotata di 5/8 serie irregolari di ventose, delle quali quelle nella parte centrale della clava (mano) dotate di denti su tutta la circonferenza. Una serie di ventose alternate a cuscinetti si estende su parte dello stelo tentacolare. L'ectocotile è assente, ma entrambe le prime braccia nei maschi mostrano modificazioni. 
Un carattere particolarmente vistoso degli Histioteuthidae sono i fotofori presenti in gran numero sulla superficie del mantello, della testa e delle braccia, specie sul lato ventrale; i fotofori sono disposti in genere in file diagonali e la disposizione e il numero di questi organi è un carattere fondamentale per la tassonomia della famiglia. 
L'altra caratteristica peculiare della famiglia è che gli occhi hanno dimensioni differenti e si orientano in direzioni verticali diverse. L'occhio sinistro, più grande, è semitubolare, mobile e generalmente orientato all'indietro e verso l'alto, come indicato dal motivo degli iridofori sulla superficie esterna dell'occhio. Ciò significa che quando il calamaro è posizionato obliquamente, l'occhio è puntato verso l'alto, in direzione della superficie. Si pensa che questo serva a individuare gli animali che nuotano sopra il calamaro e che si stagliano in controluce durante il giorno. L'occhio destro ha una forma normale ed è orientato lateralmente e leggermente verso il basso.
La taglia raggiunge i 35 cm di lunghezza del mantello.

## Distribuzione e habitat
La famiglia ha distribuzione cosmopolita.
I membri della famiglia sono prevalentemente pelagici e si possono incontrare sia nella zona epipelagica che nella zona mesopelagica che nella zona batipelagica, talune specie sono bentoniche nel piano batiale. Sembra che molti Histioteuthidae effettuino migrazioni nictemerali.

## Biologia
Pare che alcune specie le cui popolazioni sono molto abbondanti si aggreghino in folti banchi simili a quelli dei pesci gregari.

### Predatori
Sono importanti componenti delle reti trofiche oceaniche e costituiscono una frazione consistente (fino al 62%) della dieta dei capodogli. Altri predatori sono varie specie di cetacei odontoceti, albatri, pinguini e vari uccelli marini, pinnipedi, squali, pesci ossei pelagici come tonni e Alepisaurus e altri cefalopodi.

## Pesca
Gli Histioteuthidae vengono catturati esclusivamente come bycatch nella pesca a strascico di alto fondale. Non hanno nessuna importanza per la pesca; la carne, compatta negli esemplari giovani, diventa molle o addirittura gelatinosa negli esemplari riproduttivamente maturi e si sospetta che contenga ammonio in quantità tali da non essere commestibile.

## Tassonomia
La famiglia comprende i seguenti generi:
- Histioteuthis A. d'Orbigny, 1841
- Stigmatoteuthis Pfeffer, 1900